# Maxwell Woledzi
Maxwell Woledzi (Accra, 2 luglio 2001) è un calciatore ghanese, difensore del Fredrikstad.

## Carriera
È cresciuto nella Right to Dream Academy, nel 2019 è stato acquistato dal Nordsjælland, che lo ha aggregato al proprio settore giovanile.
Ha debuttato fra i professionisti il 9 luglio 2020 in occasione dell'incontro di Superligaen perso 4-0 contro il Brøndby.
Il 24 giugno 2022, Woledzi è passato ai portoghesi del Vitória Guimarães, a cui si è legato con un accordo triennale.
Il 13 luglio 2023 è stato ingaggiato dai norvegesi del Fredrikstad: ha firmato un contratto valido fino al 31 dicembre 2026. Il trasferimento sarebbe stato ratificato il successivo 1º agosto, con la riapertura del calciomercato locale.

## Statistiche
Statistiche aggiornate al 1º agosto 2023.

### Presenze e reti nei club
| Stagione            | Squadra             | Campionato          | Campionato | Campionato | Coppe nazionali | Coppe nazionali | Coppe nazionali | Coppe continentali | Coppe continentali | Coppe continentali | Altre coppe | Altre coppe | Altre coppe | Totale | Totale | Totale |
| Stagione            | Squadra             | Comp                | Pres       | Reti       | Comp            | Pres            | Reti            | Comp               | Pres               | Reti               | Comp        | Pres        | Reti        | Pres   | Reti   |        |
| ------------------- | ------------------- | ------------------- | ---------- | ---------- | --------------- | --------------- | --------------- | ------------------ | ------------------ | ------------------ | ----------- | ----------- | ----------- | ------ | ------ | ------ |
| 2019-2020           | Nordsjælland        | SL                  | 4          | 0          | CD              | 0               | 0               |                    | -                  | -                  |             | -           | -           | 4      | 0      |        |
| 2020-2021           | Nordsjælland        | SL                  | 10         | 1          | CD              | 0               | 0               |                    | -                  | -                  |             | -           | -           | 10     | 1      |        |
| 2021-2022           | Nordsjælland        | SL                  | 14         | 0          | CD              | 2               | 0               |                    | -                  | -                  |             | -           | -           | 16     | 0      |        |
| Totale Nordsjælland | Totale Nordsjælland | Totale Nordsjælland | 28         | 1          |                 | 2               | 0               |                    | -                  | -                  |             | -           | -           | 30     | 1      |        |
| 2022-2023           | Vitória Guimarães   | PL                  | 0          | 0          | CP+CdL          | 0               | 0               |                    | -                  | -                  |             | -           | -           | 0      | 0      |        |
| ago.-dic. 2023      | Fredrikstad         | 1D                  | 0          | 0          | CN              | -               | -               |                    | -                  | -                  |             | -           | -           | 0      | 0      |        |
| Totale carriera     | Totale carriera     | Totale carriera     | 28         | 1          |                 | 2               | 0               |                    | -                  | -                  |             | -           | -           | 30     | 1      |        |

## Palmarès

### Club

#### Competizioni nazionali
- 1. divisjon: 1

Fredrikstad: 2023
- Coppa di Norvegia: 1

Fredrikstad: 2024